# Rhacophorus nigropunctatus
Rhacophorus nigropunctatus är en groddjursart som beskrevs av Liu, Hu och Yang 1962. Rhacophorus nigropunctatus ingår i släktet Rhacophorus och familjen trädgrodor. IUCN kategoriserar arten globalt som nära hotad. Inga underarter finns listade i Catalogue of Life.